# Безумный самолёт
«Безумный самолёт» (англ. Plane Crazy) — мультфильм студии Уолта Диснея 1928 года выпуска, в котором впервые на экране появляется персонаж по имени Микки Маус.
Режиссёрами мультфильма выступили Уолт Дисней и Аб Айверкс. Последний также являлся главным аниматором картины, потратив на её производство 6 недель (при сотрудничестве ассистентов Хью Хармана и Рудольфа Айзинга). Первоначально мультфильм вышел на экраны 15 мая 1928 года без звука и под названием «Микки Маус в безумном самолёте» (англ. Mickey Mouse In Plane Crazy), но в декабре того же года композитор Карл Столлинг добавил к нему саундтрек, а уже в 1930 году Уолт Дисней лицензировал картину под усечённым названием.

## Сюжет
Микки Маус строит свой самолёт и просит Минни присоединиться к своему первому полёту, когда та дарит ему подкову на удачу. Однако их приключение превращается в череду невероятных, преувеличенных ситуаций. Так, на их самолёт совершает налёт корова, так что Микки на некоторое время теряет контроль над управлением. После восстановления контроля он делает несколько попыток поцеловать Минни. Когда она отказывается, Микки делает так, чтобы та выпала из самолёта, но затем ловит её на лету и использует ситуацию, чтобы поцеловать её. После этого Минни выпрыгивает из самолёта, используя свои панталоны в качестве парашюта. Отвлечённый этим манёвром Микки снова теряет контроль над управлением и в итоге врезается в дерево. Когда приземляется Минни, он смеётся над ней, чем приводит её в бешенство. Та даёт ему отпор, тогда Микки выбрасывает подкову, но она как бумеранг обращается вокруг дерева и попадает в него, повиснув на шее Микки.

## Выпуск на DVD
Мультфильм выпускался на DVD дважды в рамках коллекции Walt Disney Treasures:
- Диск 1 Mickey Mouse in Black and White.
- Диск 2 The Adventures of Oswald the Lucky Rabbit.

Выпуск «Пароходика Вилли» также содержал на дисках этот мультфильм.

## История создания
Первый мультфильм с Микки Маусом — «Безумный самолёт» — создан под впечатлением от полётов Чарльза Линдберга, вторым стал «Галопом на страусе». Оба мультфильма были немыми и не произвели впечатления на прокатчиков. Третий — «Пароходик Вилли» — создавался как синхронно озвученный фильм и имел громкий успех. Дисней пригласил композитора Карла Столлинга, и тот подобрал музыку к немым мультфильмам. Немые версии вышли в 1928 году, а звуковые - в 1929 году.